# Grandview (Washington)
Grandview az Amerikai Egyesült Államok északnyugati részén, Washington állam Yakima megyéjében elhelyezkedő város. A 2010. évi népszámlálási adatok alapján 10 862 lakosa van.
A település nevét 1906-ban kapta a Rainier és Adams hegyekre nyíló kilátás miatt. Grandview 1909. szeptember 21-én kapott városi rangot.

## Éghajlat
A város éghajlata félsivatagi sztyeppe (a Köppen-skála szerint BSk).
| Hónap                         | Jan.  | Feb.  | Már.  | Ápr.  | Máj. | Jún. | Júl. | Aug. | Szep. | Okt.  | Nov.  | Dec.  | Év    |
| ----------------------------- | ----- | ----- | ----- | ----- | ---- | ---- | ---- | ---- | ----- | ----- | ----- | ----- | ----- |
| Rekord max. hőmérséklet (°C)  | 21,1  | 22,2  | 27,8  | 35,6  | 40,0 | 41,7 | 43,9 | 42,2 | 39,4  | 32,2  | 25,0  | 20,6  | 43,9  |
| Átlagos max. hőmérséklet (°C) | 5,0   | 9,4   | 15,0  | 19,4  | 24,4 | 28,3 | 32,8 | 32,2 | 27,2  | 20,0  | 10,6  | 3,9   | 19,1  |
| Átlagos min. hőmérséklet (°C) | −3,3  | −1,7  | 1,1   | 3,9   | 8,3  | 11,7 | 13,9 | 12,8 | 8,3   | 3,3   | −0,6  | −3,9  | 4,5   |
| Rekord min. hőmérséklet (°C)  | −32,2 | −28,3 | −13,9 | −15,6 | −3,9 | 0,0  | 3,9  | 2,2  | −7,8  | −11,1 | −30,6 | −34,4 | −34,4 |
| Átl. csapadékmennyiség (mm)   | 23    | 17    | 15    | 15    | 15   | 14   | 4    | 6    | 11    | 18    | 23    | 32    | 193   |
| Forrás: The Weather Channel   |       |       |       |       |      |      |      |      |       |       |       |       |       |

## Népesség
A 2010-es népszámláláskor a városnak 10 862 lakója, 2996 háztartása és 2459 családja volt. A népsűrűség 652,8 fő/km2. A lakóegységek száma 3136, sűrűségük 188,5 db/km2. A lakosok 55,2%-a fehér, 0,9%-a afroamerikai, 0,6%-a indián, 0,5%-a ázsiai, 0,1%-a a Csendes-óceáni szigetekről származik, 38,8%-a egyéb, 4%-a pedig kettő vagy több etnikumú. A spanyol vagy latino származásúak aránya 79,7% (   )
A háztartások 57,1%-ában élt 18 évnél fiatalabb. 54,5% házas, 18,5% egyedülálló nő, 9% egyedülálló férfi, 17,9% pedig nem család. 14,2% egyedül élt; 5,6%-uk 65 éves vagy idősebb. Egy háztartásban átlagosan 3,6 személy élt; a családok átlagmérete 3,9 fő.
A medián életkor 26,3 év volt. A város lakóinak 37%-a 18 évesnél fiatalabb, 11,2% 18 és 24 év közötti, 26,8%-uk 25 és 44 év közötti, 17,1%-uk 45 és 64 év közötti, 7,9%-uk pedig 65 éves vagy idősebb. A lakosok 50%-a férfi, 50%-a pedig nő.

## Nevezetes személyek
- Janet Waldo, szinkronszínész[13]
- Lorena González, politikus[14]
- Margaret Rayburn, politikus és oktató[15]

## Fordítás
Ez a szócikk részben vagy egészben  a   Grandview, Washington című angol Wikipédia-szócikk ezen változatának fordításán alapul.  Az eredeti cikk szerkesztőit annak laptörténete sorolja fel. Ez a jelzés csupán a megfogalmazás eredetét és a szerzői jogokat jelzi, nem szolgál a cikkben szereplő információk forrásmegjelöléseként.